# Rafał Dębski
Rafał Dębski (sinh năm 1969) là một nhà văn người Ba Lan chuyên viết về các thể loại như tiểu thuyết giả tưởng, lịch sử và tội phạm. Ông là tổng biên tập của tạp chí Science Fiction, Fantasy and Horror kể từ tháng 6 năm 2009.
Tác phẩm đầu tay của Rafał Dębski có tựa là "Siódmy liść", được đăng trên tạp chí Nowa Fantastyka vào tháng 5 năm 1998.
Ông xuất bản cuốn tiểu thuyết đầu tay Łzy Nemezis vào năm 2005. Ở hạng mục văn học giả tưởng, ông giành được giải thưởng "Nautilus" năm 2007 cho tiểu thuyết Czarny Pergamin và giải thưởng "Nautilus" năm 2008 cho tiểu thuyết Gwiazdozbiór kata. Ông cũng xuất bản một loạt tiểu thuyết tội phạm với nhân vật chính là viên cảnh sát Michał Wroński. Ngoài ra, ông cũng viết một cuốn tiểu thuyết lấy bối cảnh là cuộc xung đột Nga-Chechnya.

### Sách
- Łzy Nemesis, Copernicus Corporation, October 2005 (ISBN 83-86758-67-8)
- Czarny Pergamin, Fabryka Słów, October 2006 (ISBN 83-60505-12-8)
- Przy końcu drogi, Fantasmagoricon, October 2006 (ISBN 83-86758-68-6)
- Gwiazdozbiór kata, Wydawnictwo Dolnośląskie, May 2007 (ISBN 978-83-7384-643-2)
- Kiedy Bóg zasypia, Fabryka Słów, June 2007 (ISBN 978-83-60505-43-4)
- Pasterz upiorów, zbiór opowiadań, Fantasmagoricon, November 2007 (ISBN 978-83-925540-5-9)
- Wilki i Orły, Red Horse, February 2008 (ISBN 978-83-60504-45-1)
- Słońce we krwi, Red Horse, October 2008 (ISBN 978-83-60504-66-6)
- Serce teściowej, zbiór opowiadań, Fabryka Słów, November 2008 (ISBN 978-83-7574-018-9)
- Wilkozacy. Wilcze Prawo
- Wilkozacy. Krew z krwi

### Sê-ri về sĩ quan Michał Wroński
- Labirynt von Brauna, Wydawnictwo Dolnośląskie, February 2007 (ISBN 978-83-7384-618-0)
- Żelazne kamienie, Wydawnictwo Dolnośląskie, September 2007 (ISBN 978-83-245-8522-9)
- Krzyże na rozstajach, Wydawnictwo Dolnośląskie, September 2008 (ISBN 978-83-245-8649-3)